# Peixe-sapo-palhaço
O peixe-sapo-palhaço (Antennarius maculatus), também conhecido como peixe-sapo-do-coral, é uma espécie de peixe do gênero Antennarius, pertencente à família Antennariidae, cujos peixes são conhecidos popularmente como peixes-sapo. O peixe-sapo-palhaço é nativo de recifes de corais tropicais do Indo-Pacífico Ocidental. Possuindo um formato de corpo bem exótico, são alvos de pescadores, que pescam para fins do comércio de aquários.

## Etimologia
Antennarius vêm do latim antenna, que faz referência a sua isca, que fica em sua cabeça, que utiliza para atrair presas. Maculatus, também vem do latim e significa "manchado", fazendo referência a suas manchas visíveis espalhadas pelo corpo.

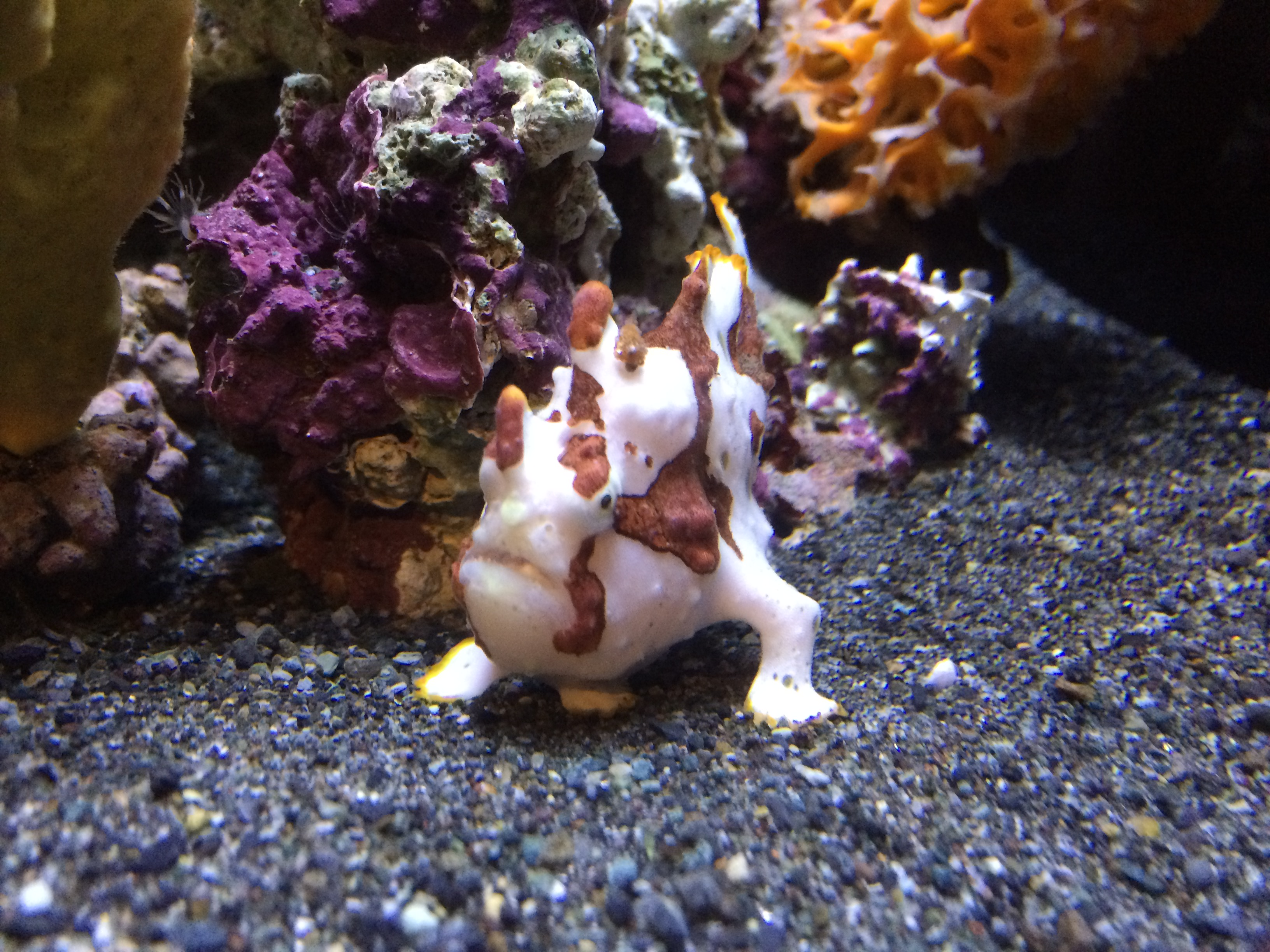
Exemplar em aquário no Japão.

## Biologia
O peixe-sapo-palhaço vive associado a recifes de corais costeiros e atóis, ele utiliza suas barbatanas achatadas que lembram pernas para se locomover, por ser uma espécie bentônica, eventualmente nadam grandes distancias. É uma espécie carnívora, assim como os outros peixes sapos, se alimentam de pequenos peixes e crustáceos, como pequenos camarões, eles atraem a presa com uma isca que possuem no topo de sua cabeça, quando a presa se aproxima, ele muda de cor para se misturar ao ambiente e quando for o momento certo, ele ataca.

## Distribuição
São nativos da região tropical do Indo-Pacífico Ocidental, tendo avistamentos nas Maldivas e Maurício para a Indonésia, tendo recordes em Okinawa, Japão para as Ilhas Salomão, sendo recentemente reportado na Nova Caledônia e com ocorrências na costa de Queensland, Austrália e na Grande Barreira de Coral.